# J.B. Van Bouchout
Jan Baptist Van Bouchout, (Lier, eind 19de eeuw) was een Belgisch neorenaissance en art nouveau architect.  
Van Bouchout wordt gezien als de architect van Kasteel Le Paige te Herentals en is de architect van veel burgerhuizen en stadsgebouwen in Herentals en Lier  die tijdens de Slag aan de Nete in de Eerste Wereldoorlog zwaar gehavend werden.
Tevens ontwierp Van Bouchout grafmonumenten.